# 台灣霹靂火
《台灣霹靂火》為2002年三立台灣台八點檔連續劇，協信傳播製作，自2002年6月19日起，於2003年7月22日結束，共285集。

## 播出時間

### 首播
| 頻道        | 所在地   | 播出日期      | 播出時間                  | 備註       |
| ----------- | -------- | ------------- | ------------------------- | ---------- |
| 三立台灣台  | 中華民國 | 2002年6月19日 | 週一至週五晚間20:00-21:15 | 無         |
| 三立台灣台  | 中華民國 | 2003年3月3日  | 週一至週五20:00-21:30     | 無         |
| 三立台灣台  | 中華民國 | 2007年8月30日 | 週一至週五下午17:00-18:00 | 無         |
| 新傳媒U頻道 | 中華民國 | 2003年9月8日  | 週一至週五 22:30- 23:30   | (國語配音) |

### 網路平台
| 頻道    | 所在地 | 播出日期      | 播出時間                                 | 備註                     |
| ------- | ------ | ------------- | ---------------------------------------- | ------------------------ |
| YouTube | 全球   | 2022年12月5日 | 週一～星期日12:00 & 12:45首播 (每天兩集) | 若該地區有版權則無法收看 |

## 演員名單
- 陳昭榮飾李正賢
- 張鳳書飾周碧玉
- 張鳳書飾邢速蘭(整容後)
- 丁國琳飾邢速蘭(整容前)
- 秦楊飾劉文聰
- 葉全真飾方玉珊
- 苗可麗飾李艷萍
- 陳冠霖飾王阿土/王世輝
- 陳冠霖飾王永清/葉復生
- 星卉飾何美玲
- 勾峰飾李子文
- 黃仲崑飾劉天富
- 劉美玲飾劉陳淑梅
- 王燦飾林大強
- 侯怡君飾林麗花
- 陳若萍飾劉文心
- 方馨飾王永惠
- 林珮君飾許秋華
- 蘇炳憲飾王永昌
- 玉尚飾林樹根
- 林秀玲飾廖鳳鳴
- 宋達民飾周國文
- 王惠五飾方平
- 賀軍政飾何台生
- 李蕙瑛飾陳秀英
- 林健寰飾黃秋生
- 唐川飾院長
- 許家榮飾高大春
- 張倩飾陳麗玲
- 丁力騏飾高明
- 江國賓飾梁志勇
- 莊岩峻飾陳信邦
- 連靜雯飾高淑華
- 何冠穎飾陳志忠
- 童毅軍飾黃春生
- 戴士堯飾張志浩(殭屍)
- 張龍飾周立德
- 黃惠中飾李靜怡
- 李秉樺飾何偉強
- 鐘品淇飾伊琳
- 柯叔元飾楊萬斤
- 方岑飾馬阿敏
- 周辰達飾丁家華
- 林文鈞飾李耀威
- 黃建群飾張大衛
- 王渝文飾林秀如
- 胡利飾白靜宜
- 何奕東飾何東
- 陳文山飾彭信義
- 劉瑞琪飾鄭淑芬
- 何依霈飾羅玉玲
- 邢宇凌飾洪天娜
- 高明偉飾羅鐵牛(斗牛)
- 黑面飾王偉基(黑鸡)
- 姜榮峰飾郑万龙(和尚)
- 李金玲飾石玉霞
- 沈瑞腾饰局長
- 呂丞翔飾顏國良
- 盧靚飾陳素貞
- 紀崇武飾黑龍
- 陳清達飾黑虎
- 蘇文賜飾黑豹
- 江中飾老千
- 陳立芹飾張淑娜
- 趙愛華飾趙惠寶
- 林清國飾阿海
- 吳朝駿飾金水
- 雷峰飾何來福
- 楊力飾陳法官
- 夏欣饰Sandy
- 汪瑞堂饰廟公
- 张文进饰罗汉强
- 杜玉琴饰清潔工
- 李虹秀飾清潔工
- 丁华宠饰林文義
- 鄭平君饰李青山
- 朱國宏饰江律师
- 康祺饰鄭先生
- 香香飾陳玉芬
- 林羽彤饰陳桂芬

## 備註
- 劇中經典角色「劉文聰」與「王永昌」倆角色原設定分別由蘇炳憲及秦楊飾演，之後因為製作單位及編劇要求下他們倆角色對調。「王永昌」改由蘇炳憲飾演，至於經典角色「劉文聰」則改由秦楊飾演之後就開始塑造出他的經典反派角色形象。

## 經典話題
為了提高收視率，在鄭文華的編劇之下，此劇被加了一些「猛藥」，包括：
- 劉文聰（秦楊飾演）的台詞「做人的宗旨只有八個字：人不犯我，我不犯人」、「我若是不爽，我就想要報仇」、「我家裡還有好幾桶汽油、好幾盒番仔火，你如果把我惹火了，我就送你一桶汽油、一根番仔火，另外多送你一個雞蛋糕」成為臺灣流行語，但也產生是否會對兒童帶來不良影響之疑慮。2004年澎恰恰唱片專輯《台灣男人》中，澎恰恰作詞作曲兼主唱的歌〈麥想彼呢多〉，有一句歌詞「一桶汽油、一枝番仔火，那只是電視裡面講的話」。
- 李豔萍（苗可麗飾演）在戲中被封為「公車萍」（「人盡可夫」之意），以罵人功夫走紅；後來順著劇情發展，李豔萍与林麗花（侯怡君飾演）槓上，每每兩人碰面就展現雙方罵人功力，也帶動全戲氣氛。
- 劉文聰在看守所被別人用玉米塞肛門，被尿淋溼全身。鏡頭先帶到三名大漢剝玉米、說要用玉米塞肛門，接著是劉文聰痛苦的表情，最後是三名大漢用尿淋溼劉文聰，並未出現塞肛門的畫面。2002年11月8日，此劇收視率憑此段劇情拿下6.24%，打敗民視無線台八點檔連續劇《不了情》5.92%，坐上八點檔收視率第一[2]。
- 邢速蘭（丁國琳飾演）與周碧玉（張鳳書飾演）互相「變臉」。現實中則是因為丁國琳需要做子宮肌瘤手術，並需要暫時停工的情況之下，編劇索性安排張鳳書接力飾演邢速蘭一角並上演「變臉」橋段[3]。

2003年6月22日首錄的緯來綜合台綜藝節目《笑彈總動員》，其短劇單元〈台灣番仔火〉係惡搞此劇，主持人許效舜扮演「劉文蔥」戲仿劉文聰，黃嘉千扮演「李厭萍」戲仿李豔萍，都拉斯扮演「李正閒」戲仿李正賢，九孔扮演「瓶哥」戲仿方平。
2003年1月30日首播的中華電視公司綜藝節目《快樂星期天》除夕特别節目《羊羊得意Young翻天》，其短劇單元〈王牌霹雳猫〉係惡搞此劇，本剧饰演劉天富的黃仲崑也有参与，陈嘉桦扮演「啊玄」戲仿李正賢，任家萱扮演和戲仿「刑速蘭」，田馥甄扮演「荒顾問」戲仿方玉珊，但剧情还是一样，只是周碧玉成为提起人物。
2003年11月1日首播的超級電視台政治戲仿節目《超級台灣霹靂吼》，其名稱係改自此劇，主持人是姚黛瑋。
2003年7月，《商業周刊》評，三立電視總經理張榮華以此劇顛覆台灣本土劇，此劇以辛辣的對白風靡歐巴桑、學生與上班族。

## 製作團隊
- 製作人：周金陵、鄭文華
- 編劇：鄭文華、林智祥、王齊生、陳嘉祺、葉鳳英
- 總執行：李振福、羅崇文
- 執行製作：張書福
- 場記：張儷瓊、譚臺雯
- 副導演：林桂枝
- 動作導演：張宗貴
- 導演：林鷹→王曉海
- 製作公司：協信傳播

## 主題曲

### 片頭曲
| 順序 | 歌曲名稱   | 作詞                 | 作曲                 | 主唱       | 播出期間                     | 播出集數        |
| 1    | 日頭赤炎炎 | 郭桂彬               | 郭桂彬               | 郭桂彬     | 2002年6月19日-2002年7月16日  | 第1集~第20集    |
| 2    | 日頭赤炎炎 | 郭桂彬               | 郭桂彬               | 郭桂彬     | 2002年7月17日-2002年11月5日  | 第21集~第100集  |
| 3    | YOYO姊妹   | 蕭蔓萱               | 梁榮盛               | 謝金燕     | 2002年11月6日-2002年12月9日  | 第101集~第124集 |
| 4    | 拜拜啦     | 謝明訓               | 陳泰山               | 孫淑媚     | 2002年12月10日-2003年1月10日 | 第125集~第148集 |
| 5    | 拼出頭     | 陳百潭               | 陳百潭               | 陳雷       | 2003年1月13日-2003年1月31日  | 第149集~第163集 |
| 6    | 靠站       | 陳宏                 | 陳宏                 | 陳雷       | 2003年2月3日-2003年2月28日   | 第164集~第183集 |
| 7    | 愛甲超過   | 張為、郭政和、陳維祥 | 張為、郭政和、陳維祥 | 向蕙玲     | 2003年3月3日-2003年3月21日   | 第184集~第198集 |
| 8    | 可恨的愛人 | 徐嘉良               | 李岩修               | 蔡秋鳳     | 2003年3月24日-2003年5月2日   | 第199集~第228集 |
| 9    | 重新來過   | 郭明玉               | 郭明玉               | 秦楊       | 2003年5月5日-2003年5月9日    | 第229集~第233集 |
| 10   | 心愛走天涯 | 吳梵                 | 吳梵                 | 秦楊、方馨 | 2003年5月12日-2003年7月1日   | 第234集~第270集 |
| 11   | 破浪人生   | 許常德               | 羅安                 | 陳盈潔     | 2003年7月2日-2003年7月22日   | 第271集~第285集 |

### 預告曲
1. 黃昏（2002年6月19日-2003年7月22日）
作詞：陳信榮，作曲：周傳雄，主唱：周傳雄

### 片尾曲
| 順序 | 歌曲名稱       | 作詞                   | 作曲                   | 主唱           | 播出期間                      | 播出集數        |
| 1    | 擁抱不見得擁有 | 陳靜楠                 | 林東松                 | 李翊君         | 2002年6月19日-2002年7月16日   | 第1集~第20集    |
| 2    | 呼喚           | 高見                   | 湯小康                 | 齊秦           | 2002年7月17日-2002年11月5日   | 第21集~第100集  |
| 3    | 我愛過         | 武雄                   | 林東松                 | 江蕙           | 2002年11月6日-2002年12月9日   | 第101集~第124集 |
| 4    | 最後一個人     | 謝明訓                 | 徐嘉良                 | 孫淑媚         | 2002年12月10日-2002年12月27日 |                 |
| 5    | 一生一次       | 向月娥                 | 劉思偉                 | 黃乙玲         | 2002年12月30日-2003年1月10日  |                 |
| 6    | 靠站           | 陳宏                   | 陳宏                   | 陳雷           | 2003年1月13日-2003年1月31日   | 第149集~第163集 |
| 7    | 可恨的愛人     | 李巖修                 | 徐嘉良                 | 蔡秋鳳         | 2003年2月3日-2003年3月21日    |                 |
| 8    | 愛甲超過       | 張為傑、郭政和、陳維祥 | 張為傑、郭政和、陳維祥 | 向蕙玲         | 2003年3月24日-2003年4月22日   |                 |
| 9    | 愛你的記號     | 陳維祥、張路、珈瑋     | 張為傑                 | 向蕙玲、王中平 | 2003年4月23日-2003年5月16日   |                 |
| 10   | 愛住治恨內底   | 簡志霖、羅安           | 珈瑋                   | 向蕙玲         | 2003年5月19日-2003年6月13日   |                 |
| 11   | 藏鏡人         | 許常德                 | 郭之儀                 | 秦楊           | 2003年6月16日-2003年7月21日   |                 |

## 重播版主題曲

### 片頭曲
| 順序 | 歌曲名稱     | 作詞           | 作曲         | 主唱             | 播出期間                     | 播出集數        |
| 1    | 漂浪一生     | 石國人         | 石國人       | 方瑞娥           | 2007年8月30日-2007年8月31日  | 第1集~第2集     |
| 2    | 伴你一生一世 | 林桂芳         | 林桂芳       | 謝莉婷           | 2007年9月3日-2007年9月28日   | 第3集~第22集    |
| 3    | 力量         | 沈建福         | 南雅人       | 林姍             | 2007年10月1日-2007年10月31日 | 第23集~第45集   |
| 4    | 來世情       | 盧和生         | 陳偉強       | 詹曼鈴、陳茂豐   | 2007年11月1日-2007年11月30日 | 第46集~第67集   |
| 5    | 等待相逢時   | 漁人           | 蕭奴         | 王識賢、秀蘭瑪雅 | 2007年12月3日-2007年12月31日 | 第68集~第88集   |
| 6    | 只愛你一個   | 陳泰山、王民泓 | 中正、金泓   | 龍千玉           | 2008年1月1日-2008年1月31日   | 第89集~第111集  |
| 7    | 生命的情歌   | 樊克勇         | 樊克勇       | 蔡義德           | 2008年2月1日-2008年2月29日   | 第112集~第132集 |
| 8    | 按怎         | 陳偉強         | 陳偉強       | 閃亮三姐妹       | 2008年3月3日-2008年3月31日   | 第133集~第153集 |
| 9    | 紅顏         | 李友雄         | 李友雄       | 羅時豐           | 2008年4月1日-2008年4月30日   | 第154集~第175集 |
| 10   | 風塵花       | 巴布、羅安     | 蕭蔓萱、羅安 | 向蕙玲           | 2008年5月1日-2008年5月30日   | 第176集~第197集 |
| 11   | 女人心       | 盧和生、邱宏瀛 | 王尚宏       | 甲子慧           | 2008年6月2日-2008年6月30日   | 第198集~第218集 |
| 12   | 未知         | 未知           | 未知         | 未知             | 2008年7月1日-2008年7月31日   | 第219集~第241集 |
| 13   | 夢中的形影   | 林從胤         | 林從胤       | 秀蘭瑪雅、施文彬 | 2008年8月1日-2008年8月29日   | 第242集~第262集 |
| 14   | 未知         | 未知           | 未知         | 未知             | 2008年9月1日-2008年9月30日   | 第263集~第284集 |
| 15   | 真情愛       | 黃雯筠         | 徐嘉良       | 陳雷             | 2008年10月1日-2008年10月31日 | 第285集~第307集 |
| 16   | 你著保重     | 林純穗         | 林純穗       | 秀蘭瑪雅         | 2008年11月3日-2008年11月19日 | 第308集~第320集 |

### 片尾曲
| 順序 | 歌曲名稱   | 作詞           | 作曲       | 主唱           | 播出期間                     | 播出集數        |
| 1    | 打拚出頭天 | 久登           | 久登       | 久登           | 2007年8月30日-2007年8月31日  | 第1集~第2集     |
| 2    | 漂浪一生   | 石國人         | 石國人     | 方瑞娥         | 2007年9月3日-2007年9月11日   | 第3集~第9集     |
| 3    | 力量       | 沈建福         | 南雅人     | 林姍           | 2007年9月12日-2007年9月28日  | 第10集~第22集   |
| 4    | 漂浪人生   | 邱宏瀛         | 日本曲     | 謝莉婷         | 2007年10月1日-2007年10月31日 | 第23集~第45集   |
| 5    | 力量       | 沈建福         | 南雅人     | 林姍           | 2007年11月1日-2007年11月30日 | 第46集~第67集   |
| 6    | 來世情     | 盧和生         | 陳偉強     | 詹曼鈴、陳茂豐 | 2007年12月3日-2007年12月31日 | 第68集~第88集   |
| 7    | 算什麼     | 彭莉           | 彭莉       | 彭莉           | 2008年1月1日-2008年1月31日   | 第89集~第111集  |
| 8    | 只愛你一個 | 陳泰山、王民泓 | 中正、金泓 | 龍千玉         | 2008年2月1日-2008年2月29日   | 第112集~第132集 |
| 9    | 雪中紅玫瑰 | 邱宏瀛         | 謝君毅     | 郭健一、蕭玉芬 | 2008年3月3日-2008年3月31日   | 第133集~第153集 |
| 10   | 愛無底     | 盧和生         | 王康旭     | 沈芳如         | 2008年4月1日-2008年4月30日   | 第154集~第175集 |
| 11   | 紅顏       | 李友雄         | 李友雄     | 羅時豐         | 2008年5月1日-2008年5月30日   | 第176集~第197集 |
| 12   | 傷         | 巴布、向蕙玲   | 張為       | 向蕙玲         | 2008年6月2日-2008年6月30日   | 第198集~第218集 |
| 13   | 力量       | 沈建福         | 南雅人     | 林姍           | 2008年7月1日-2008年7月31日   | 第219集~第241集 |
| 14   | 未知       | 未知           | 未知       | 未知           | 2008年8月1日-2008年8月29日   | 第242集~第262集 |
| 15   | 還是英雄   | 翁何文         | 翁何文     | 王中平         | 2008年9月1日-2008年9月30日   | 第263集~第284集 |
| 16   | 冷冷的心   | 盧和生         | 盧和生     | 王建傑         | 2008年10月1日-2008年10月31日 | 第285集~第307集 |
| 17   | 愛無後悔   | 游元祿         | 游元祿     | 林姍、翁立友   | 2008年11月3日-2008年11月19日 | 第308集~第320集 |

## 越南版主題曲

### 片頭曲
日頭赤炎炎 (全劇)
詞曲：郭桂彬，主唱：郭桂彬

### 預告曲
擁抱不見得擁有 (全劇)
作詞：陳靜楠，作曲：林東松，主唱：李翊君

### 片尾曲
黃昏 (第414集)
作詞：陳信榮，作曲：周傳雄，主唱：周傳雄

## 外部連結
- 三立電視《台灣霹靂火》官方網站

## 电视节目的变迁
| 三立台灣台 星期一~五20:00 - 21:30                | 三立台灣台 星期一~五20:00 - 21:30                    | 三立台灣台 星期一~五20:00 - 21:30                      |
| ------------------------------------------------ | ---------------------------------------------------- | ------------------------------------------------------ |
|                                                  | 台灣霹靂火 （2002年6月19日－2003年7月22日）          |                                                        |
| 負君千行淚 （2002年1月29日－2002年6月19日）      | 天地有情 （2003年7月22日－2004年2月24日）            |                                                        |
| 週一～五17:00－18:00                             |                                                      |                                                        |
| 九龍傳說（重播） （2007年7月5日－2007年8月29日） | 台灣霹靂火（重播） （2007年8月30日－2008年11月19日） | 我一定要成功（重播） （2008年11月20日－2010年1月13日） |

| 新加坡 新傳媒U頻道 星期一至五 22:00-23:00 | 新加坡 新傳媒U頻道 星期一至五 22:00-23:00   | 新加坡 新傳媒U頻道 星期一至五 22:00-23:00  |
| ----------------------------------------- | ------------------------------------------- | ------------------------------------------ |
|                                           | 台灣霹靂火 （2004年10月11日－2006年2月1日） |                                            |
| 慾望人生 （2004年3月19日－2004年10月8日） | —                                           |                                            |
| 新加坡 新傳媒U頻道 星期一至五 17:00-19:00 |                                             |                                            |
| 日正當中 （2004年9月1日－2005年4月1日）   | 台灣霹靂火 （2005年4月4日－2006年10月26日） | 將心比心 （2006年10月27日－2007年3月13日） |

| Echannel 日常18:30-20:00 播出中途，時間變更為18:00-20:00            | Echannel 日常18:30-20:00 播出中途，時間變更為18:00-20:00 | Echannel 日常18:30-20:00 播出中途，時間變更為18:00-20:00 |
| ------------------------------------------------------------------- | -------------------------------------------------------- | -------------------------------------------------------- |
|                                                                     | 台灣霹靂火 （2015年10月15日－2016年5月8日）              |                                                          |
| 我一定要成功 (時間段更改為 17:00) （2015年1月15日－2015年10月14日） | 新戲說台灣 （2016年5月9日－2016年8月31日）               |                                                          |